# باشین
باشین (به صربی: Bašin) یک منطقهٔ مسکونی در صربستان است که در اسمدرفسکا پلانکا واقع شده‌است. باشین ۵۵۲ نفر جمعیت دارد.